# Д-1 «Декабрист»
Д-1 «Декабрист» — советская дизель-электрическая торпедная подводная лодка серии I, проект Д — «Декабрист», заводской № 177, построенная в 1927—1930 годах.
За время службы лодка имела бортовые номера 31 и 21.

## История

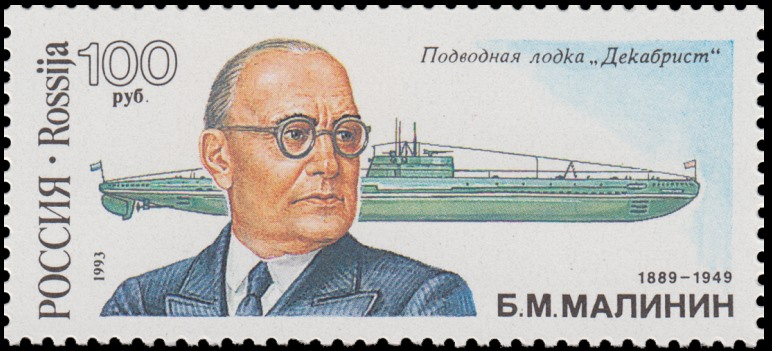
Почтовая марка 1993 год. Б. М. Малинин (1889—1949). Портрет на фоне подводной лодки «Декабрист».

Решение о строительстве новых подлодок для военно-морского флота было принято в 1925 году.
В 1926 году коллективом ленинградского Техбюро под руководством инженера Б. М. Малинина был разработан проект подлодки. Конструкторов консультировали академик А. Н. Крылов, учёные-кораблестроители Ю. А. Шиманский и П. Ф. Папкович.
5 марта 1927 года лодка была заложена на Балтийском заводе № 189 в Ленинграде.
Изначально подводная лодка именовалась «Декабрист», 21 августа 1934 года была переименована в «Д-1», однако как в обиходе, так и в официальных документах называлась как «Д-1», так и «Декабрист».
9 ноября 1928 года лодка была спущена на воду.
12 ноября 1930 года лодка вошла в состав Морских сил Балтийского моря (МСБМ, позднее Балтийского флота) ВМФ СССР. 19 ноября этого же года в строю 3-го дивизиона подводных лодок МСБМ.
Летом 1933 года лодка под командованием красного командира Б. А. Секунова совместно с Д-2 «Народоволец» и другими кораблями в составе Экспедиции особого назначения ЭОН-1 совершила переход по строящемуся Беломоро-Балтийскому каналу и 5 августа 1933 образовала подводные силы Северной военной флотилии, позднее 1-го отдельного дивизиона подводных лодок, а затем бригады подводных лодок Северного флота. В их составе корабль совершал дальние походы в Белое море, к Новой Земле и к мысу Нордкап. С сентября 1936 по ноябрь 1937 года лодка проходила модернизацию в Ленинграде, затем вернулась на Северный флот.
В 1938 году «Д-1» совершила поход длительностью 120 суток, пройдя при этом более 11 000 морских миль, в 1939 году — два дальних похода.
В апреле-июне 1938 года кораблём командовал И. А. Колышкин.
За период Советско-финской войны 1939—1940 годов «Д-1» совершила 1 боевой поход (45 суток), находясь на позиции у Вардё. Командир корабля капитан-лейтенант М. Ф. Ельтищев и два члена экипажа награждены орденами.
13 ноября 1940 года во время выполнения учебной задачи «Д-1» затонула в Мотовском заливе. На борту корабля находилось 55 человек. Причина гибели неизвестна. Среди версий гибели — превышение допустимой глубины погружения, взрыв боезапаса, также рассматривается внешнее воздействие на прочный корпус лодки (либо мина, либо неизвестное судно). Отмечалась неукомплектованность экипажа во время последнего похода и большое количество новобранцев на борту.
Поиск лодки после аварии не дал окончательного результата. Были установлены вероятные места катастрофы, но дальше этого дело не сдвинулось.
20 июля 2018 года в ряде российских СМИ было объявлено, что подводная лодка «Д-1» обнаружена в Мотовском заливе на глубине 250 м, и на месте её обнаружения проведены траурные мероприятия.